# Mirai, mi hermana pequeña
Mirai no Mirai (未来のミライ Mirai del futuro?), conocida como Mirai, mi hermana pequeña en Hispanoamérica y España, es una película japonesa de animación dirigida  y escrita por Mamoru Hosoda (director de Summer Wars) y producida por el Studio Chizu. Fue estrenada en Director's Fortnight el 16 de mayo de 2018. Se estrenó en Japón el 20 de julio de 2018.
La película está protagonizada por las voces de: Moka Kamishiraishi, Haru Kuroki, Gen Hoshino, Kumiko Aso, Mitsuo Yoshihara, Yoshiko Miyazaki, Koji Yakusho y Masaharu Fukuyama. 
Fue estrenada en España el 15 de marzo de 2019, y en Latinoamérica el 19 de abril del mismo año. Nominada a los Premios Óscar en la categoría de Mejor Película de Animación en la 91.ª edición de los Premios de la Academia.

## Sinopsis
Kun es un pequeño niño de 4 años de edad que de pronto conoce a su futura hermana llamada Mirai, se le presenta como una joven mujer que ha viajado a través del tiempo para conocerlo. La viajera y el niño viven aventuras que le harán aprender como cuidar a su pequeña hermana.

## Reparto
Kun (くん?)
Voz por: Moka Kamishiraishi
Voz latino: Laura Torres, Javier Olguín (adolescente)
Un pequeño niño de cuatro años de edad.
Mirai (ミライ?)
Voz por: Haru Kuroki
Voz latino: Liliana Barba (adolescente), Jessica Ángeles (bebé)
Una joven viajera del tiempo, futura hermana de Kun.
Padre (おとうさん Otōsan?)
Voz por: Gen Hoshino
Voz latino: Eduardo Garza
Madre (おかあさん Okāsan?)
Voz por: Kumiko Aso
Voz latino: Cristina Hernández
Yukko (謎の男 謎の男?)
Voz por: Mitsuo Yoshihara
Voz latino: Óscar Flores
Abuela (ばあば Ba aba?)
Voz por: Yoshiko Miyazaki
Abuelo (じいじ Jīji?)
Voz por: Kōji Yakusho
Muchacho (青年 Seinen?)
Voz por: Masaharu Fukuyama

## Producción
Hosoda se inspiró parcialmente para escribir el guion de la película tras ver la reacción de su hijo, de entonces tres años de edad, al tener una nueva hermana en su vida. Al principio estaba cauteloso de conocer a la recién nacida por primera vez, pero pronto tuvo una rabieta, celoso de la atención que sus padres estaban dando a su nueva hermana. La curiosidad de Hosoda sobre cómo reaccionaría su hijo y cómo se adaptaría a ser el hermano mayor, le convirtieron en el protagonista de la película, pero con cuatro años en lugar de tres.
Al hacer al protagonista tan pequeño, Hosoda quería reflejar cómo sería la vida a tan temprana edad. Para ello, llevó a sus propios hijos al Studio Chizu y así los animadores tenían suficiente material de referencia del que sacar una animación. Hosoda también quería usar elementos fantásticos para el desarrollo del personaje, declarando "cuando el protagonista conoce a otros personajes a través de esos elementos y cambia, no es que esos elementos le ayuden a cambiar, sino que es lo que él siente en su interior".
Siendo que Mirai, mi hermana pequeña trataba sobre "la manera en que una familia puede cambiar pero de alguna manera se mantiene igual", Hosoda eligió que la película tomase lugar en Yokohama, "una ciudad en continuo cambio".
La historia del bisabuelo de Kun fue ligeramente inspirada en la del bisabuelo de la esposa de Hosoda, quien también trabajó en aviones de guerra y fue herido en tiempos de conflictos bélicos.
Para dar mayor autenticidad, Hosoda trabajó con profesionales fuera de la industria de la animación para diseñar algunos bienes inmuebles que aparecen la película. Por ejemplo, la casa de la familia de Kun, que en el largometraje la diseñó el padre del niño, fue diseñada por el arquitecto real Makoto Tanjiri. Para la secuencia donde Kun está solo en la estación de tren, Hosoda consultó a un ingeniero japonés, Hideo Shima, diseñador del Tren bala japonés, para crear un modelo del shinkasen que fuese más aterrador. Además, las tomas de fragmentos de papel que Kun encuentra fueron hechas por el dúo de autores de libros infantiles Tupera Tupera, cuyos libros adora el hijo de Hosoda.

## Banda sonora
Masakatsu Takagi, que había participado previamente en Wolf Children de Hosoda y en The Boy and the Beast, regresó para escribir la banda sonora de Mirai no Mirai. La partitura inicial de la película de Takagi estaba más orientada al pop con influencias brasileñas, pero Hosoda quería algo más simple y reflexivo sobre la familia.
El cantante y compositor Tatsuro Yamashita proporcionó los temas de la película: "Mirai no Theme" y "Music train". Esta es la segunda vez que Yamashita colabora con Hosoda desde su película de 2009, Summer Wars. Las dos canciones se incluyeron en su sencillo número 51, lanzado el 11 de julio.

## Publicidad y lanzamiento
Mirai debutó en el Director's Fortnight el 16 de mayo de 2018, una sección independiente en paralelo con Festival de Cannes y después fue mostrada en el  Festival Internacional de Cine de Animación de Annecy. La película fue estrenada el 20 de julio de 2018.
Madman Entertainment adquirió la película para Australia y Nueva Zelanda, llevando el largometraje al Festival de Cine de Sídney, para después estrenar una versión teatral el 23 de agosto de 2018 en Australia y el 20 de septiembre en Nueva Zelanda. En España, la película se estrenó el 4 de octubre en el Festival Internacional de Cine de Cataluña.
Anime Limited estrenó la película en el Reino Unido e Irlanda, publicándola en el Festival de Londres BFI el 13 de octubre de 2018, seguido de estrenos de versiones teatrales el 2 de noviembre en japonés y el 4 de noviembre en inglés.
GKIDS compró los derechos para Norteamérica, publicando la película en el Festival "Animation Is Film" de Los Ángeles el 19 de octubre de 2018, estrenándola nacionalmente el 29 de noviembre.
Para promocionar el estreno de la película, el Hotel Tokyo Dome tuvo habitaciones con temática del largometraje desde el 18 de agosto hasta el 16 de septiembre de 2018. Además, hubo una exhibición sobre la película de Hosoda, conteniendo materiales de Mirai y de otras películas de Hosoda, estando disponible en la galería de Tokyo Dome City desde el 25 de julio de 2018 al 17 de septiembre del mismo año. Cuentos ilustrados para niños también se publicaron el 20 de julio y el 2 de agosto, ambos de 2018.

## Reconocimientos
Fue nominada como "Mejor película animada" en la 76a edición de los Premios Globo de Oro, "Mejor película de animación" en la 24a edición de Premios de la Crítica y  Premio Oscar en la 91ª  de los Premios de la Academia, aunque perdió todas las nominaciones contra Spider-Man: Un nuevo universo.
Es la sexta película de Anime, y la primera que no pertenece al Studio Ghibli, en recibir una nominación a "Mejor película de animación" de la academia. Esta película ganó el Premio a la "Mejor película animada independiente" en la 46a edición de los Premios Annie.